# Epigonichthys bassanus
Epigonichthys bassanus är en ryggsträngsdjursart som först beskrevs av Günther 1884.  Epigonichthys bassanus ingår i släktet Epigonichthys och familjen Branchiostomatidae. Inga underarter finns listade i Catalogue of Life.